# Bobby Valentine
Robert John Valentine (né le 13 mai 1950 à Stamford, Connecticut, États-Unis) est un joueur d'utilité ayant joué à différentes positions pour cinq équipes des Ligues majeures de baseball de 1969 à 1979.
Devenu manager après sa carrière de joueur, il dirige  les Rangers du Texas de 1985 à 1992, les Mets de New York de 1996 à 2002 et les Red Sox de Boston en 2012. Il dirige aussi en deux occasions différentes les Chiba Lotte Marines, une équipe de la Ligue Pacifique au Japon.

## Carrière de joueur
Bobby Valentine est un choix de première ronde des Dodgers de Los Angeles en juin 1968. Il est le cinquième athlète sélectionné par un club du baseball majeur cette année-là, tout juste derrière Thurman Munson, réclamé par les Yankees de New York. Valentine fait ses débuts dans les grandes ligues avec les Dodgers le 2 septembre 1969 dans les derniers jours de la saison régulière et, après une saison 1970 passée dans les ligues mineures, devient membre à temps plein de l'effectif des Dodgers en 1971.
Considéré comme un joueur d'utilité, Valentine se distingue au cours de sa carrière par son habileté à évoluer à différentes positions sur le terrain. En 540 matchs joués au total en dix saisons, il dispute 166 parties au poste d'arrêt-court et un nombre à peu près égal (plus de 100 parties) aux postes de deuxième but, troisième but et voltigeur.
Après les Dodgers, il s'aligne avec les Angels de la Californie (1973-1975), les Padres de San Diego (1975-1977), les Mets de New York (1977-1978) et les Mariners de Seattle (1979). Il complète sa carrière de joueur avec 441 coups sûrs, 12 circuits, 157 points produits, 176 points marqués, 27 vols de but et une moyenne au bâton de ,260 en 639 parties jouées.

## Carrière de manager

### Rangers du Texas
Bobby Valentine remplace Doug Rader comme manager des Rangers du Texas au 33e match de la saison régulière 1985. Ses joueurs remportent 53 victoires contre 76 défaites sous ses ordres pour terminer l'année en dernière place de la division Ouest de la Ligue américaine avec 99 matchs perdus. Mais en 1986, Valentine pilote un revirement spectaculaire alors que les Rangers gagnent 24 matchs de plus et terminent en deuxième place avec 87 victoires, à seulement cinq parties des champions de division, les Angels de la Californie. Il est l'un des favoris pour le prix du manager de l'année cette saison-là et le vote est très serré, mais Valentine échappe l'honneur par cinq voix au profit de John McNamara, le gérant des Red Sox de Boston, champions de la division Est.
Valentine dirige les Rangers jusqu'en 1992 mais le club ne termine jamais plus haut que la troisième place dans sa division. Après deux saisons perdantes (1987 et 1988), elle en aligne trois avec plus de victoires que de défaites mais ne gagne jamais plus de 85 parties sur 162 (en 1991). Il est congédié par les Rangers après le match du 8 juillet 1992 même si l'équipe montre un dossier positif de 45-41, et est remplacé par Toby Harrah.
En 1186 matchs sous les ordres de Valentine, les Rangers ont remporté 581 parties contre 605 défaites, pour un pourcentage de victoires de ,490. Il détient le record du plus grand nombre de matchs gagnés comme gérant des Rangers jusqu'à ce que son record soit battu par Ron Washington en 2013.

### Mets de New York
Bobby Valentine remplace Dallas Green comme manager des Mets de New York le 27 août 1996. Commandant l'équipe au début de la saison 1997, il la dirige vers cinq saisons gagnantes de suite. 
En 1999, il amène les Mets en séries éliminatoires alors que ceux-ci se qualifient pour les matchs d'après-saison comme meilleurs deuxièmes de la Ligue nationale. Après une victoire en première ronde éliminatoire sur Arizona, les Mets s'inclinent en Série de championnat face aux Braves d'Atlanta. Durant la saison, Valentine défraie la manchette après avoir été expulsé d'un match par un arbitre le 9 juin au Shea Stadium de New York alors que les Blue Jays de Toronto sont les visiteurs. Valentine revient dans l'abri des joueurs des Mets plus tard dans la partie, portant des lunettes et une fausse moustache. La supercherie n'amuse pas du tout la Ligue majeure, qui lui impose une amende de 5000 dollars et deux matchs de suspension.
En 2000, les Mets remportent 97 victoires contre seulement 66 défaites et terminent deuxièmes dans la section Est, seulement un match derrière Atlanta, à nouveau champions de division et de plus champions en titre de la Ligue nationale. Meilleurs deuxièmes dans la Nationale, New York se qualifie en séries éliminatoires pour la seconde année consécutive. Les Mets battent successivement les Giants de San Francisco et les Cardinals de Saint-Louis pour atteindre la Série mondiale pour la première fois depuis 1986. Ils sont cependant battus quatre parties à une par les Yankees de New York en Série mondiale 2000.
Sous Valentine, les Mets ne connaissent qu'une saison perdante : la dernière, en 2002. Il dirige l'équipe pour 1003 parties au total, soit 536 gains en saison régulière et 467 défaites, pour un pourcentage de victoires de ,490.

### Retour au Japon

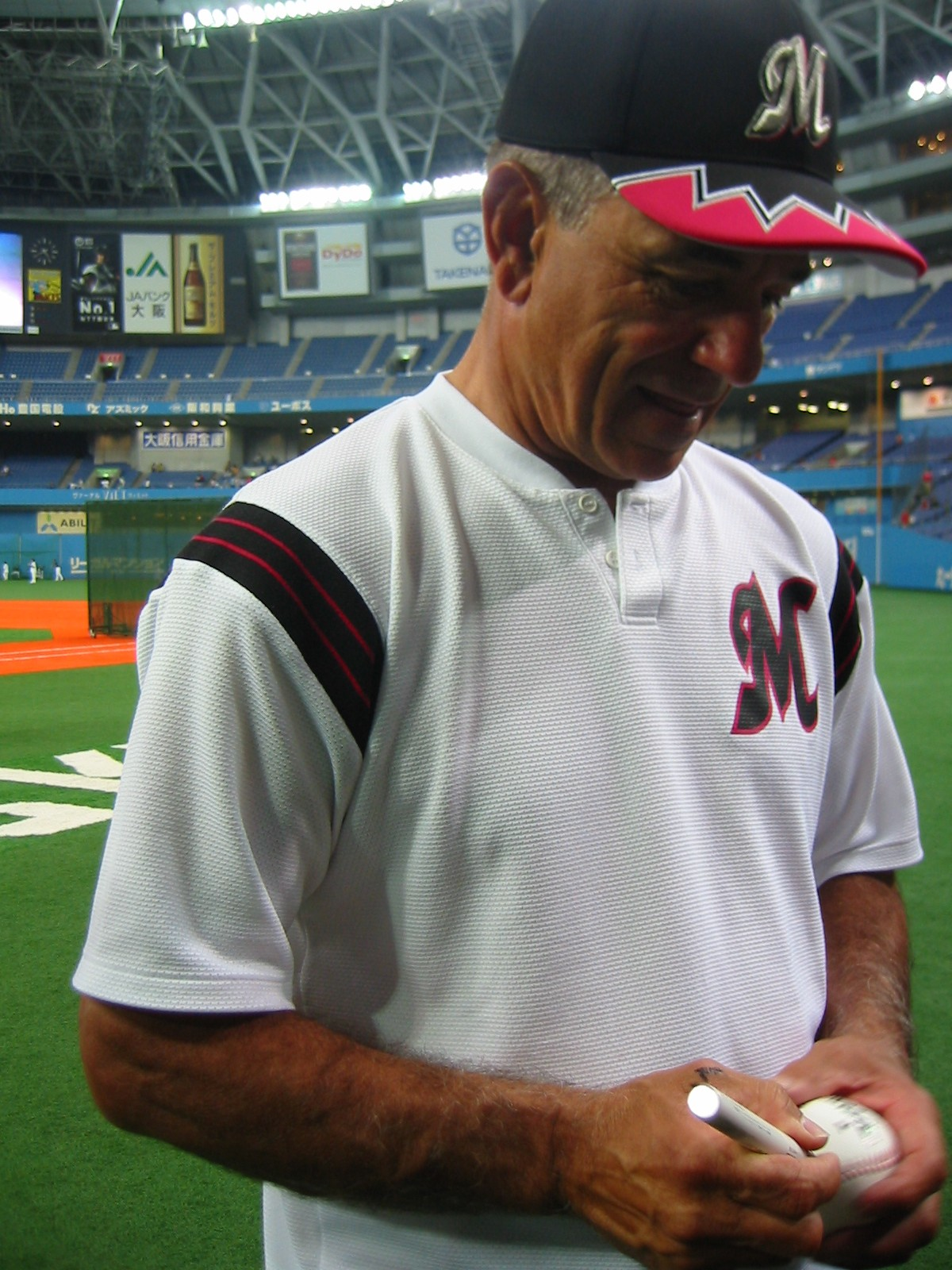
Bobby Valentine porte l'uniforme des Chiba Lotte Marines au Japon en 2007.

### Red Sox de Boston
Bobby Valentine succède à Terry Francona comme manager des Red Sox de Boston, effectuant en 2012 un retour au baseball majeur après 10 ans d'absence.
Les Red Sox connaissent une saison 2012 très difficile. Ils terminent au dernier rang de leur division avec leur pire fiche depuis 1965 : 69 victoires et 93 défaites. La saison est marquée par des controverses, dont un accrochage entre Valentine et le vétéran Kevin Youkilis, ensuite échangé aux White Sox. Valentine, qui avait signé un contrat de deux ans, est congédié par Boston le 4 octobre, au lendemain du dernier match de saison régulière.

## Vie personnelle
Il est marié à la fille de Ralph Branca, un lanceur ayant joué dans les Ligues majeures de 1944 à 1956.
On a remis en 2002 à Valentine le prix Branch Rickey, décerné annuellement à une personnalité du baseball ayant servi de modèle à l'extérieur des terrains, notamment par son implication dans la communauté et dans des causes charitables.